# Дебьоський район
Дебьо́ський район (рос. Дебёсский район, удм. Дэбес ёрос) — муніципальний округ у складі Удмуртської Республіки Російської Федерації. Адміністративний центр — село Дебьоси. За площею території округ посідає 20 місце в республіці, а за населенням — 19 місце. Господарче значення невелике, оскільки на його території відсутні значні промислові підприємства. Переважають сільськогосподарські угіддя. 

## Географія

### Географічне положення
Округ розташований на сході республіки. Його площа становить 1 033,03 км² і за цим показником він посідає 20-е місце серед усіх округів (їх 25) Удмуртії. Він межує з Шарканським районом на півдні, з Ігринським районом — на заході, з Кезьким районом — на півночі та з Пермським краєм на сході. Загальна протяжність кордонів становить 210 км.
Округ є достатньо компактним. Його довжина, а це протяжність із заходу на схід, становить 42 км. При цьому протяжність із півночі на південь становить усього 39,5 км.

### Рельєф та геологія
Дебьоський район розташований на сході Східно-Європейської рівнини у Передураллі. Долина річки Чепца умовно поділяє округ на північну правобережну та південну лівобережну частини. При цьому правий берег знаходиться в межах Верхньокамської височини, а лівий — у межах Тиловайської височини. На північній околиці села Уйвай знаходиться найвища точка округу, яка має висоту 299 м щодо рівня моря. Лівобережжя дещо поступається висотою правобережній частині. Максимальна висота на півночі становить 264 м, що на 119 м більше за середній показник в окрузі. Височина дуже розчленована балками та ярами, порізана долинами річок — лівих та правих приток Чепци. На правому березі Чепци біля окружного центру знаходиться гора Байгурезь, яка є символом усього округу.
Породи кристалічного фундаменту нижньопротерозойського віку розташовані на глибині 5 — 5,5 км і занурюються під чохлом осадових порід в північному напрямку в бік Ігринсько-Кезької западини до глибини 6,5 — 7 км. Кристалічний фундамент складається з гнейсів різного складу з амфіболітами, іноді перерваними дайками габро-діабазів та діоритів. Осадовий чохол складається з порід верхнього протерозою, девону, карбону, пермі та четвертинного періоду. На денну поверхню виходять лише пермські породи та перекриваються більш молодими четвертинними відкладами. Пермська система представлена породами середнього (біармійського) відділу уржумського ярусу та верхнього (татарського) відділу північнодвінського ярусу.

### Клімат
У Дебьоському районі помірно-континентальний клімат із довгою холодною та сніжною зимою, теплим літом та добре вираженими перехідними сезонами: навесні та восени. Річна кількість опадів округу становить 525 — 550 мм. З усіх 9 гідрометеостанцій республіки в Дебьосах за даними багаторічних спостережень має місце найнижча середньорічна температура на рівні +1,2 °C. Відмічена в районному центрі мінімальна температура −49 °C, наприклад, на 4° нижче відміченої в Ігрі. Середня температура найхолоднішого місяця січня становить −15 °C, найтеплішого липня — +17,8 °C. Переважними напрямками вітру взимку є південно-західні, улітку змінюються на північно-західні та північно-східні.
Весна починається 25-26 березня, літо — 9-11 червня, осінь — 1-3 вересня. У середині вересня часті заморозки на ґрунті. З підйомом середньодобової температури повітря вище 5 °C 24-26 квітня починається вегетація озимих культур, зеленіння трав, брунькування дерев та кущів, польові роботи з обробки ґрунту. Закінчується період вегетації, який продовжується 160 — 170 днів, 1-3 жовтня. У другій половині вересня проходить повернення тепла на фоні неухильного зниження температури. При переході середньодобової температури через 0 °C (21-22 жовтня) закінчується осінь, настає передзима. З датою переходу середньорічної температури повітря через −5 °C та встановленням стійкого снігового покриву починається зима — 9-10 листопада. Сильні холоди пов'язані з проникненням арктичного повітря. Іноді температура повітря за добу може змінюватися більш як на 10°. Це трапляється зазвичай узимку та в перехідні сезони. Танення ґрунту навесні починається на початку травня.

### Ґрунти
Природні фактори ґрунтоутворення — клімат, рослинність та рельєф зумовили на території району утворення двох типів ґрунтів — підзолистих та дернових. Найпоширенішими ґрунтами протягом останніх 7-8 тисяч років є підзолисті. Їхньому утворенню сприяло домінування в рослинному покрив хвойних лісів та промивний водний режим.
На території округу за видами ґрунтів виділяють 3 регіони:
- дернові середньо- та сильно-підзолисті з плямами дерново-карбонатних (середні та легкі суглинки) на заході, центральному і західному півночі та південному заході;
- дернові слабко- та середньо-підзолисті, дерново-карбонатні (середні та важкі суглинки) в центрі, на центральному півдні, центральному та північному сході;
- дерново-карбонатні, дернові середньо- та слабко-підзолисті (середні суглинки) на південному сході.

Дерново-підзолисті ґрунти сформувались під хвойно-листяними лісами на покривних безкарбонатних відкладах в результаті поєднання підзолистого і дернового процесів. Характерна ознака — наявність підзолистого горизонту. В основному ґрунти округу малогумусні, малопотужні, бідні поживними речовинами, піддаються водній ерозії: для раціонального використання під посіви потребують вапнування та внесення мінеральних та органічних добрив, до 14 % сільськогосподарських угідь піддаються водній ерозії.

### Рослинний і тваринний світ

Найпоширеніші породи дерев (2009)

Дебьоський район знаходиться в підзоні південної тайги області Євразійської тайги. Загальна площа лісів становить 39,7 тисяч га. Дерева представлені березою, черемхою, тополями, яблунями та вишнями. Із кущів зростають бузок та акація. Трав'янистий покрив складається з кульбаби лікарської, подорожника великого, полину звичайного, лопуха павутинистого, конюшини повзучої, жовтецю їдкого та інших. В лісах переважними видами дерев є ялини європейська та сибірська, ялиця сибірська. На північному сході та північному заході на місці вирубок ялицево-ялинових лісів поширені вторинні осиково-березові ліси з домішками вільх чорної і сірої, горобини, з підліском та добре розвиненим трав'янистим покривом. В центрі округу в долині річки Чепца відмічені болота та заболочені ліси. В окрузі також поширені сільськогосподарські землі на місці ялицево-ялинових та ялинових тайгових лісів, а також лісозахисні смуги та переліски на сільськогосподарських землях.
Тваринний світ має складну структуру та довгу історію формування. Основні умови, які визначили сучасний його стан — це природний хід геологічних процесів та діяльність людини. Мешканцями зони ялицево-ялинових та ялинових лісів є мишовидні гризуни (червона і руда нориці, мишак уральський), вивірка телеутка, бурундук, заєць білий, куниця лісова, лисиця руда, вовк, ведмідь бурий, лось, єнот уссурійський, росомаха. По лісовим річкам зустрічаються норка європейська, видра річкова; з птахів тетерук, глухар, рябчик.
Представниками іхтіофауни річок є щука, лящ, плоскирка, окунь, плітка, верховодка, йорж, судак, лин, пічкур, головань, ялець, підуст, короп.
Деякі види тварин потребують охорони — норка європейська, колонок, росомаха; з птахів — лелека чорний, скопа, сапсан, пугач звичайний; з риб — стерлядь, форель струмкова.

### Гідрографія
Гідрографічна мережа округу має достатньо густу, складну річкову мережу. Всі водотоки відносяться до водозбірного басейну річки Чепца, притоки річки Вятка. За водним режимом річки відносяться до річок східно-європейського типу з чітко вираженими весняними паводками, літньою меженню, яка переривається дощовими паводками та стійкою зимовою меженню. Живлення річок переважно снігове та суттєво різниться за сезонами року. Частка талого стоку становить 70-80 %, паводки мають сніговий характер, рідше змішаний. При змішаному типі не виключене формування двохпікового гідрографа. Підйом рівня води відмічається на початку квітня і досягає піку в третій декаді. Протяжність паводків становить 30-35 днів. Літньо-осіння межень встановлюється в кінці травня-на початку червня. Вона переривається дощовими паводками, максимальні рівні яких перевищують на 1-2 м. Зимова межень на річках встановлюється з кінця жовтня і продовжується до кінця березня. Льодостав встановлюється на початку листопада. Протяжність в середньому становить 162 дня. Товщина льоду на річках в середньому сягає 65-70 см. Льодохід проходить в квітні з підйомом весняних паводків.
Основу гідрографічної мережі є річки Чепца та Іта з їхніми численними притоками. По центральній частині округу протікає річка Чепца, яка приймає такі притоки в межах округу як Легзюшка, Пихта, Медло і Чепик праворуч та Лем, Медла, Іл, Іримка та Люк ліворуч. На півдні округу протікає велика ліва притока Чепци — річка Іта. Вона має декілька значних правих приток — другого порядку Ягвайка і Уйвайка (притоки річки Ітінка) та Тиловайка.
Територія Дебьоського району входить в межі В'ятсько-Камського артезіанського басейну. В його межах зустрічаються всі типи підземних вод — ґрунтові, міжпластові безнапірні, міжпластові напірні (артезіанські) та жильні.

## Історія

Дебьоський повіт

Територію округу люди заселили ще за давніх часів. Про це свідчать археологічні розкопки, проведені в середині та кінці XX століття. Завдяки археологам стало відомо про існування Чепецької культури, що розвинулася на півночі Удмуртії в IX–XV століттях на основі ще давнішої Поломської культури. Доказами цього є розкопані городища — Варнінське I, Варнінське II та Дебьоське.
У 1682 році через Дебьоси до Кунгураа пролягла дорога, яка пізніше стала називатися Сибірським трактом. Її прокладали казанські та вятські служиві. У другій половині XVIII століття її було затверджено офіційною державною дорогою на Сибір. У Дебьосах з'єднувалися 2 її гілки — одна з Москви, друга з Петербурга. Людям, що проїжджали, по дорозі обов'язково доводилося зупинятися на дебьоському поштовому стані. Серед відомих тут зупинялись О. М. Радищев, Ф. М. Достоєвський, М. Є. Салтиков-Щедрін, М. Г. Чернишевский. 1824 року тут бував і сам імператор Олександр I.
Зручне розташування на Сибірському тракті стало причиною того, що в Дебьосах було відкрито одну з перших православних церков в Удмуртії. 1846 року тут було збудовано кам'яну Троїцьку церкву, яка за красою була найкращою на півночі Удмуртії. Славилася Дебьоська земля своїми базарами, куди приїжджали торгувати з сусідніх 15 волостей.

Старі Дебьоси

У 1921—1923 роках територія округу входила до складу Дебьоського повіту Вотської АО з центром в селі Дебьоси. Повіт було утворено 8 грудня 1921 року з волостей Глазовського і Сарапульського повітів В'ятської губернії, які відійшли до новоствореної Вотської АО. До складу нового повіту увійшло 12 волостей — Великопургинська, Дебьоська, Зуринська, Ігринська, Поломська, Сосновська, Тиловайська, Тольйонська, Тортимська, Чутирська та Шарканська. 26 листопада 1923 року повіт був ліквідований як адміністративно і економічно не виправданий. Південні 3 волості відійшли до Іжевського повіту, а всі інші — до Глазовського.
Дебьоський район було утворено 19 липня 1929 року з 20 сільських рад Дебьоської та Поломської волостей Глазовського повіту таТиловайської волості Іжевського повіту. У 1935 році зі складу району було виділено Тиловайський район. У 1956 році у зв'язку з ліквідацією Зуринського і Тиловайського районів, до Дебьоського району було передано частину їхніх сільських рад. З 1962 по 1965 роки Дебьоський район було тимчасово ліквідовано, а його сільські ради передано до складу укрупненого Кезького району.
На початку 1930-х років в окрузі почалася колективізація, у ході якої було утворено майже 150 невеликих колгоспів. Навіть ремісники були об'єднані у 5 промислових артілей, найбільшою з яких була «Червоний ремісник» у селі Дебьоси (на її основі пізніше було утворено комбінат побутових послуг). На фронтах Другої Світової війни воювало майже 6000 чоловіків, близько половини з них не повернулися. Округ відомий своїм земляком — Героями Радянського Союзу Л. В. Риковим.
2021 року Дебьоський район був перетворений в муніципальний округ зі збереженням старої назви, при цьому були ліквідовані усі сільські поселення:
| Поселення                            | Площа, км² | Населення, осіб (2002) | Населення, осіб (2010) | Населення, осіб (2019) | Центр         | Населені пункти |
| ------------------------------------ | ---------- | ---------------------- | ---------------------- | ---------------------- | ------------- | --------------- |
| Великозетимське сільське поселення   | 51,77      | 575                    | 553                    | 490                    | Великий Зетим | 6               |
| Дебьоське сільське поселення         | 55,79      | 6096                   | 5969                   | 6120                   | Дебьоси       | 2               |
| Зарічномедлинське сільське поселення | 111,99     | 1210                   | 1131                   | 1020                   | Зарічна Медла | 5               |
| Котегуртське сільське поселення      | 55,90      | 390                    | 359                    | 297                    | Котегурт      | 3               |
| Нижньопихтинське сільське поселення  | 179,16     | 963                    | 730                    | 596                    | Нижня Пихта   | 7               |
| Старокицьке сільське поселення       | 139,25     | 1152                   | 915                    | 804                    | Старий Кич    | 10              |
| Сюрногуртське сільське поселення     | 105,15     | 960                    | 869                    | 764                    | Сюрногурт     | 6               |
| Тиловайське сільське поселення       | 71,37      | 1000                   | 799                    | 663                    | Тиловай       | 5               |
| Тольйонське сільське поселення       | 169,04     | 1106                   | 904                    | 781                    | Дебьоси       | 11              |
| Уйвайське сільське поселення         | 93,61      | 633                    | 436                    | 307                    | Уйвай         | 6               |

## Населення
Населення округу становило 11842 особи (2019; 12615 в 2012, 12665 в 2010, 14085 у 2002). У національному складі 79,2 % — удмурти, 19,7 % — росіяни, 1,1 % — інші національності. За переписом 2002 року в окрузі проживало 23 національності, Дебьоський район один із 16 округів Удмуртської Республіки, де удмурти складають більшість населення.
Населення розміщується по округу рівномірно, найменш заселеними є північні та північно-східні території. Округ повністю має сільське населення, до складу якого входять 61 населений пункт. Серед найбільших сільських поселень можна виділити 2 селища (всі інші — села), колишні волосні центри — Дебьоси (окружний центр) та Тиловай, а також Сюрногурт і Зарічна Медла.
Національний склад населення станом на 2010 рік:
| Народність                          | Чисельність, осіб (2010) | %     |
| ----------------------------------- | ------------------------ | ----- |
| Удмурти                             | 9279                     | 73,27 |
| Росіяни                             | 3008                     | 23,75 |
| Інші                                | 195                      | 1,54  |
| Особи, що не вказали національність | 183                      | 1,45  |

## Населені пункти
| №  | Населений пункт             | Населення, осіб (2002) | Населення, осіб (2010) |
| -- | --------------------------- | ---------------------- | ---------------------- |
| 1  | Аняшур                      | 54                     | 39                     |
| 2  | Ариково                     | 241                    | 192                    |
| 3  | Бадзімошур                  | 66                     | 66                     |
| 4  | Березовка                   | 72                     | 49                     |
| 5  | Бібаньгурт                  | 0                      | 0                      |
| 6  | Ваня-Чумо                   | 18                     | 8                      |
| 7  | Варні                       | 236                    | 219                    |
| 8  | Велика Кізня                | 186                    | 170                    |
| 9  | Велика Чепца                | 109                    | 61                     |
| 10 | Великий Зетим               | 343                    | 326                    |
| 11 | Верхній Силизь              | 2                      | 0                      |
| -  | Верхній Чепик               | 0                      | -                      |
| 12 | Верхній Четкер              | 192                    | 118                    |
| 13 | Верхній Шудзялуд            | 78                     | 46                     |
| 14 | Горд'яр                     | 2                      | 0                      |
| 15 | Дебьоси                     | 5828                   | 5720                   |
| 16 | Дзілья                      | 83                     | 62                     |
| 17 | Жилі дома кирпичного завода | 97                     | 102                    |
| 18 | Зарічна Медла               | 543                    | 561                    |
| 19 | Івани                       | 12                     | 6                      |
| 20 | Ірим                        | 154                    | 139                    |
| 21 | Кедзя                       | 51                     | 42                     |
| 22 | Комари                      | 99                     | 63                     |
| 23 | Косолюк                     | 75                     | 65                     |
| 24 | Котегурт                    | 313                    | 294                    |
| 25 | Котешур                     | 47                     | 32                     |
| 26 | Леваньгурт                  | 13                     | 1                      |
| 27 | Легомувир                   | 64                     | 44                     |
| 28 | Лесагурт                    | 241                    | 172                    |
| 29 | Лобани                      | 1                      | 1                      |
| 30 | Мала Кізня                  | 62                     | 24                     |
| 31 | Мала Чепца                  | 268                    | 249                    |
| 32 | Малий Зетим                 | 120                    | 124                    |
| 33 | Марково                     | 49                     | 16                     |
| 34 | Наговіцино                  | 35                     | 33                     |
| 35 | Нижній Тиловай              | 155                    | 137                    |
| 36 | Нижній Шудзялуд             | 148                    | 111                    |
| 37 | Нижня Пихта                 | 389                    | 296                    |
| 38 | Нові Сірі                   | 12                     | 3                      |
| 39 | Нюровай                     | 60                     | 53                     |
| 40 | Оріхово                     | 9                      | 7                      |
| 41 | Портурнес                   | 0                      | 0                      |
| 42 | Роготнево                   | 58                     | 41                     |
| 43 | Сенькагурт                  | 38                     | 20                     |
| 44 | Смольники                   | 79                     | 54                     |
| 45 | Старий Зяногурт             | 79                     | 39                     |
| 46 | Старий Кич                  | 238                    | 193                    |
| 47 | Сюрногурт                   | 566                    | 524                    |
| 48 | Такагурт                    | 309                    | 298                    |
| 49 | Тиловай                     | 631                    | 502                    |
| 50 | Тольйон                     | 286                    | 269                    |
| 51 | Тольйонський                | -                      | 0                      |
| 52 | Турнес                      | 102                    | 93                     |
| 53 | Удмуртський Лем             | 277                    | 241                    |
| 54 | Уйвай                       | 383                    | 312                    |
| 55 | Уйвай-Медла                 | 142                    | 135                    |
| 56 | Урдумошур                   | 119                    | 97                     |
| 57 | Усть-Медла                  | 66                     | 66                     |
| 58 | Чепик                       | 101                    | 71                     |
| 59 | Шуралуд                     | 21                     | 13                     |
| 60 | Ягвай                       | 46                     | 19                     |
| 61 | Ягвуково                    | 17                     | 17                     |

## Економіка
Округ є сільськогосподарським. Аграрний комплекс представлено 15 сільськогосподарськими підприємствами: «Лодос», «Дружба», «Трудівник», ім. Калініна, «Урал», «Промінь», «Схід», «Кізилі», ім. Чапаєва, «Мир», «Надія», «Турнес», «Лесагурт», «Тиловай» та «Сфера». Більшість із них займаються рослинництвом та виробництвом молока. У сільському господарстві використовують 57,8 % усіх земельних ресурсів округу, із них 46 % становить рілля та 45 % інші угіддя. На зернові культури використовують 44,7 % ріллі, на кормові — 48,2 %, а на льон — 7,1 %. Вирощують льон 2 підприємства — «Дружба» та «Лодос». Лісовим господарством в окрузі займається ТОВ «Моноліт» та 30 невеликих пилорам.
У галузевій структурі промисловості перше місце посідає видобуток корисних копалин — 83,2 %, друге місце — тепло-, енерго- та водопостачання — 14,3 %, обробна промисловість охоплює всього 2,5 %. В окрузі видобувається нафта компанією «Белкамнефть» на 3 родовищах — Смольниковське, Південно-Смольниковське та Дебьоське. Обробну промисловість округу представлено 4 підприємствами — ТОВ «Моноліт», Споживче товариство № 4, Дебьоський м'ясокомбінат та СК «Лодос». ТОВ «Моноліт» заготівля лісу та деревообробка, Споживче товариство № 4 випікає хліб, готує напівфабрикати, м'ясокомбінат переробляє сировину тваринництва, а «Лодос» перероблює льон.
Найближча залізнична станція знаходиться за 32 км на північ — Кез. На території округу є автошляхи. Найважливішими з таких шляхів є ділянка федеральної магістралі М7, яка проходить із заходу на схід, перетинаючи окружний центр. Інша важлива магістраль перетинає попередню перпендикулярно і зв'язує Воткінськ на півдні з Кезом на півночі. Асфальтовані дороги також прокладені до сіл Турнес та Уйвай від районного центру, до села Зарічна Медла від Усть-Медли, до Великого Зетиму від Малої Чепци, до Великого Четкера від села Старий Кич, а також під'їзд до села Тольйон.

## Соціальна сфера
Дебьоський район має невелику мережу освітніх закладів. У селах знаходиться 17 дитячих садочків, 15 шкіл, із яких 5 надають середню освіту, в окружному центрі ПТУ. Також є школа мистецтва та центр дитячої творчості. В окрузі діють осередки культури та сільські клуби (кількість 24), 17 бібліотек та 2 філіали музею. Медицину представлено окружною лікарнею, амбулаторією (у селі Тиловай) та 23 фельдшерсько-акушерськими пунктами.
У Дебьосах розташований єдиний у Росії Музей історії Сибірського тракту, в якому використовують сучасні методи: театральні екскурсії, музейні заняття на експозиції, конкурси. Виставкові заходи застосовують при Ювілейних датах в історії села та округу. З 2006 року приміщення музею є місцем проведення республіканських заходів та соціально-культурних проєктів. Тут пройшли всеросійська конференція «Сибірський тракт: „Від задуму до реалізації“» та семінар «Сибірський тракт — територія культурного туризму».

### Туризм
Ландшафти округу придатні для лікувально-оздоровчого відпочинку, лижного спорту та туризму. Найпридатнішими є території з рельєфом що містить пагорби. Окрім цього на території округу здійснюють любительське та спортивне полювання на вовка, лисицю, єнотоподібного собаку, рись, борсука, зайця, лося, кабана. У 2007 році було прийнято програму розвитку культурного туризму, у рамках якої побудовано окружний Центр культурного туризму «Байгурезь». За 2 роки існування центр провів 35 екскурсій для 800 туристів.
Серед 22 природних та культурно-історичних пам'яток найголовнішу роль відіграють: Варнінський могильник — відома пам'ятка фіно-угорської культури раннього середньовіччя, гора Байгурезь — природна пам'ятка республіканського значення, музей історії Сибірського тракту — унікальний музей, єдиний у своєму роді.

## Відомі люди
- Риков Леонід Васильович — Герой Радянського Союзу, уродженець колишнього села Князево